# 江门市人民政府
江门市人民政府，简称江门市政府、江府，是中华人民共和国广东省江门市的地方国家行政机关。

## 职权
根据《中华人民共和国地方各级人民代表大会和地方各级人民政府组织法》第七十三条，县级以上的地方各级人民政府行使下列职权：
1. 执行本级人民代表大会及其常务委员会的决议，以及上级国家行政机关的决定和命令，规定行政措施，发布决定和命令；
2. 领导所属各工作部门和下级人民政府的工作；
3. 改变或者撤销所属各工作部门的不适当的命令、指示和下级人民政府的不适当的决定、命令；
4. 依照法律的规定任免、培训、考核和奖惩国家行政机关工作人员；
5. 编制和执行国民经济和社会发展规划纲要、计划和预算，管理本行政区域内的经济、教育、科学、文化、卫生、体育、城乡建设等事业和生态环境保护、自然资源、财政、民政、社会保障、公安、民族事务、司法行政、人口与计划生育等行政工作；
6. 保护社会主义的全民所有的财产和劳动群众集体所有的财产，保护公民私人所有的合法财产，维护社会秩序，保障公民的人身权利、民主权利和其他权利；
7. 履行国有资产管理职责；
8. 保护各种经济组织的合法权益；
9. 铸牢中华民族共同体意识，促进各民族广泛交往交流交融，保障少数民族的合法权利和利益，保障少数民族保持或者改革自己的风俗习惯的自由，帮助本行政区域内的民族自治地方依照宪法和法律实行区域自治，帮助各少数民族发展政治、经济和文化的建设事业；
10. 保障宪法和法律赋予妇女的男女平等、同工同酬和婚姻自由等各项权利；
11. 办理上级国家行政机关交办的其他事项。

## 机构设置
江门市人民政府设置下列机构：
- 江门市人民政府办公室
- 江门市发展和改革局
- 江门市教育局
- 江门市科学技术局
- 江门市工业和信息化局
- 江门市公安局
- 江门市民政局
- 江门市司法局
- 江门市财政局
- 江门市人力资源和社会保障局
- 江门市自然资源局
- 江门市生态环境局
- 江门市住房和城乡建设局
- 江门市交通运输局
- 江门市水利局
- 江门市农业农村局
- 江门市商务局
- 江门市文化广电旅游体育局
- 江门市卫生健康局
- 江门市退役军人事务局
- 江门市应急管理局
- 江门市审计局
- 江门市国资委
- 江门市市场监督管理局
- 江门市统计局
- 江门市医疗保障局
- 江门市金融工作局
- 江门市城市管理和综合执法局
- 江门市信访局
- 江门市政务服务数据管理局
- 江门市社会保险基金管理局
- 江门市民族宗教事务局
- 江门市政府投资工程建设管理中心
- 江门市公共资源交易中心
- 江门市土地储备中心
- 江门市人民政府行政服务中心
- 江门市供销合作联社
- 江门市机关事务管理局
- 江门市公路事务中心

## 现任领导
| 姓名     | 职务                  | 政党           | 出生年月           | 籍贯     | 性别 | 民族 | 其他职务 |
| -------- | --------------------- | -------------- | ------------------ | -------- | ---- | ---- | --- |
| 吴晓晖   | 市长 党组书记         | 中国共产党     | 1972年7月（52岁）  | 广东雷州 | 女   | 汉族 | 中国共产党广东省委员会委员 中国共产党江门市委员会副书记                                                             |
| 刘杰     | 常务副市长 党组副书记 | 中国共产党     | 1970年9月（54岁）  | 山东莘县 | 男   | 汉族 | 中国共产党江门市委员会常委                                                                                          |
| 措旺拉姆 | 副市长 党组成员       | 中国共产党     | 1978年11月（46岁） | 西藏昂仁 | 女   | 藏族 | 中国共产党江门市委员会常委                                                                                          |
| 郑晓毅   | 副市长 党组成员       | 中国共产党     | 1980年5月（44岁）  | 福建福州 | 男   | 汉族 | 中国共产党江门市滨江新区工作委员会书记                                                                              |
| 曹阳     | 副市长 党组成员       | 中国共产党     | 1975年12月（49岁） |          | 男   | 汉族 | |
| 周佩珊   | 副市长                | 中国民主促进会 | 1973年6月（51岁）  | 广东广州 | 女   | 汉族 | |
| 林健生   | 副市长 党组成员       | 中国共产党     | 1969年5月（55岁）  |          | 男   | 汉族 | |
| 冯小钢   | 副市长 党组成员       | 中国共产党     |                    |          | 男   | 汉族 | 中国共产党江门市委员会政法委员会第一副书记 中国共产党江门市公安局委员会党委书记 江门市公安局局长 江门市公安局督察长 |
| 汤惠红   | 秘书长 党组成员       | 中国共产党     | 1971年1月（54岁）  | 广东江门 | 女   | 汉族 | 中国共产党江门市人民政府机关党组书记 中国人民政治协商会议江门市委员会副主席                                         |

## 历任领导
- 李天才（1983年4月－1986年4月）
- 苏日光（1986年4月－1988年6月）
- 李熊光（1988年7月－1993年6月）
- 张远贻（1993年6月－1997年10月）
- 苏泽群（1997年10月－1999年1月）
- 蒋进（1999年1月－2001年4月）
- 雷于蓝（2001年4月－2003年1月）
- 王南健（2003年5月－2010年7月）
- 刘海（2010年7月－2011年10月）
- 庞国梅（2011年10月－2014年9月）
- 邓伟根（2014年9月－2017年4月）
- 刘毅（2017年5月－2021年1月）
- 吴晓晖（2021年1月－）

## 办公地点
江门市人民政府办公地点位于江门市白沙大道西1号。